# Enshi (prefektura autonomiczna)
Enshi (chiń. 恩施土家族苗族自治州; pinyin: Ēnshī Tǔjiāzú Miáozú Zìzhìzhōu) – prefektura autonomiczna mniejszości etnicznej Tujia i Miao w Chinach, w prowincji Hubei. Siedzibą prefektury jest Enshi. W 1999 roku liczyła 3 806 665 mieszkańców.

## Podział administracyjny
Miasta na prawach powiatu:
- Enshi (恩施市), siedziba prefektury
- Lichuan (利川市)

Powiaty:
- Xianfeng (咸丰县)
- Laifeng (来凤县)
- Badong (巴东县)
- Jianshi (建始县)
- Hefeng (鹤峰县)
- Xuan’en (宣恩县)

| Mapa                                                                                                   |
| --- |
| Enshi Lichuan Powiat Xianfeng Powiat Laifeng Powiat Badong Powiat Jianshi Powiat Hefeng Powiat Xuan’en |